# Travis Kalanick
Travis Cordell Kalanick (6 de agosto de 1976) é um empresário norte-americano. Ele é o co-fundador da empresa de peer-to-peer de compartilhamento de arquivos Red Swoosh e da empresa Uber, um aplicativo onde é contratado um serviço de transporte semelhante ao táxi convencional.
Em 2014 , ele entrou para a lista da Forbes dos 400 americanos mais ricos na posição 290, com um patrimônio líquido estimado em 6 bilhões de dólares.
Em Fevereiro de 2017, um vídeo surgiu na Internet onde Travis Kalanick, dentro de um uberBLACK e acompanhado de duas mulheres, discutiu nervosamente com o motorista do uberBLACK. O CEO pediu desculpas em um anúncio à imprensa, dizendo que "precisava crescer".